# Kastilie
Kastilie (španělsky Castilla) je historické území ve vnitrozemí Španělska, které vzniklo v důsledku rozšiřování křesťanských držav na úkor muslimů během reconquisty. Svůj název získalo podle početných pohraničních hradů – latinsky castellum, španělsky castillo. Toto území je dnes rozděleno mezi autonomní regiony Kastilii a León, Kastilii-La Manchu a Madrid, respektive i Extremaduru. 

Kastilská koruna v roce 1492

Ve středověku byla Kastilie samostatným královstvím, které tvořilo jádro zemí Kastilské koruny. V rámci Španělska bylo později její území rozděleno mezi historické provincie Stará Kastilie (Castilla la Vieja), Nová Kastilie (Castilla la Nueva), přičemž obě měly postavení království, a zčásti i Extremaduru, jejíž území se od té doby ke Kastilii nepočítá.